# Підгірне (Кальміуський район)
Підгі́рне —  село в Україні, у Кальміуській міській громаді Кальміуського району Донецької області. Населення становить 323 осіб.

## Загальні відомості
Відстань до райцентру становить близько 12 км і проходить переважно автошляхом Т 0508.
Із 2014 р. внесено до переліку населених пунктів на Сході України, на яких тимчасово не діє українська влада.

## Населення
За даними перепису 2001 року населення села становило 323 особи, з них 2,17 % зазначили рідною мову українську, 96,9 % — російську та 0,93 % — вірменську мову.